# Corynocarpaceae
Famille
Classification APG III (2009)
La famille des Corynocarpacées est une famille de plantes dicotylédones comprenant cinq espèces appartenant au genre Corynocarpus. 
Ce sont des arbres ou des arbustes, à feuilles parcheminées, alternes, simples, des régions subtropicales à tropicales que l'on rencontre en Malaisie, en Australie, en Nouvelle-Calédonie et en Nouvelle-Zélande.

## Étymologie
Le nom vient du genre type Corynocarpus dérivé du grec κορυνε / koryne, trèfle, et καρπός / karpos, fruit.

## Classification
La Classification de Cronquist met cette famille dans l'ordre des Celastrales.
La classification phylogénétique APG III (2009) l'attribue aux Cucurbitales.

## Liste des genres
Selon World Checklist of Selected Plant Families (WCSP) (26 mai 2010), Angiosperm Phylogeny Website (26 mai 2010), NCBI (26 mai 2010), DELTA Angio (26 mai 2010) et ITIS (26 mai 2010) :
- genre Corynocarpus J.R.Forst. & G.Forst. (1775)

## Liste des espèces
Selon World Checklist of Selected Plant Families (WCSP) (26 mai 2010) :
- genre Corynocarpus J.R.Forst. & G.Forst. (1775)
  - Corynocarpus cribbianus (F.M.Bailey) L.S.Sm. (1956)
  - Corynocarpus dissimilis Hemsl. (1903)
  - Corynocarpus laevigatus J.R.Forst. & G.Forst. (1775)
  - Corynocarpus rupestris Guymer (1984)
  - Corynocarpus similis Hemsl. (1903)

Selon NCBI (26 mai 2010) :
- genre Corynocarpus
  - Corynocarpus cribbiana
  - Corynocarpus dissimilis
  - Corynocarpus laevigata
  - Corynocarpus rupestris
  - Corynocarpus similis